# Naturschutzgebiet Bornstein
Das Naturschutzgebiet Bornstein mit einer Größe von 0,5 ha liegt zwischen Brunskappel und Wiemeringhausen im Stadtgebiet von Olsberg im Hochsauerlandkreis. Das Gebiet wurde 2004 mit dem Landschaftsplan Olsberg durch den Hochsauerlandkreis als Naturschutzgebiet (NSG) ausgewiesen.

## Gebietsbeschreibung
Beim NSG handelt es sich um den fünf Meter hohen Felsen Bornstein auf einer Bergkuppe mit Eichen-Birken-Niederwald.

## Schutzzweck
Im NSG soll der Felsen Bornstein geschützt werden. Wie bei allen Naturschutzgebieten in Deutschland wurde in der Schutzausweisung darauf hingewiesen, dass das Gebiet „wegen der Seltenheit, besonderen Eigenart und Schönheit des Gebietes“ zum Naturschutzgebiet wurde.